# Bottom (gay slang)

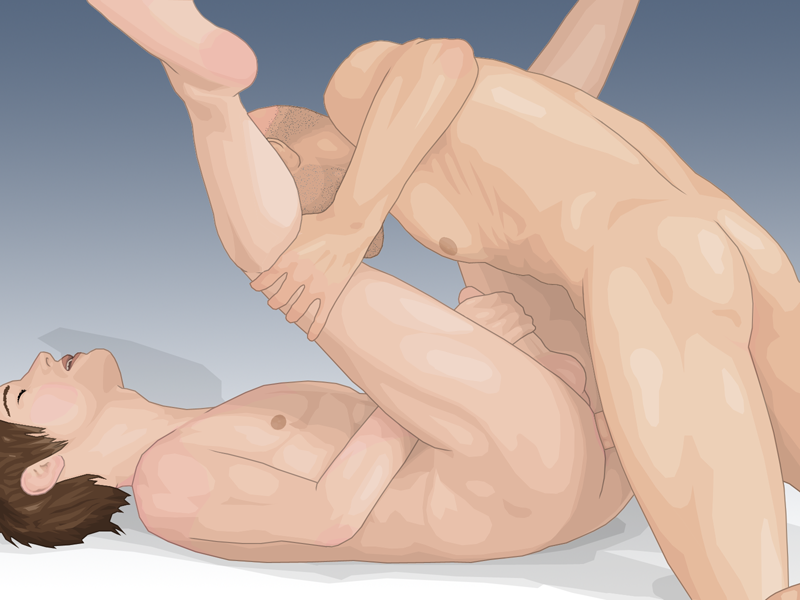
Muž vlevo je v pasivní roli – bottom.

Bottom (česky „spodek“/„dolejšek“) nebo též pasiv je původně slangový výraz popisující roli při sexuálním styku, zejména mezi homosexuálními či bisexuálními muži. Jde o pasivní roli penetrovaného. Jiné, alternativní role označují termíny top/aktiv, verzatil či side.
Rozdělení rolí vychází zejména z penilně-análního styku, kdy jeden muž proniká svým penisem do anu druhého. Ten, který se nechává penetrovat, je označován jako pasiv nebo bottom. Spíše v kontinentální Evropě rozšířený termín „pasiv“ souvisí s rolí penetrovaného, který je při styku typicky vnímán jako pasivnější, submisivnější. Anglický termín „bottom“ (doslovně spodek, dolní část, dno, zadnice…) souvisí též s dolní pozicí penetrovaného při většině běžných sexuálních poloh. 
Toto označení a rozdělení rolí je v menší míře spojováno i s orálním stykem mezi muži. Bottom se v přeneseném významu užívá též v slangové BDSM terminologii pro označení submisivního partnera.
V širším pojetí toto rozdělení rolí slouží jako základ sebeidentifikace označující obvyklou preferenci jedince. Bottom je v tomto smyslu gay obvykle v sexu upřednostňující pasivní roli penetrovaného. Termín může též popisovat širší sociální, psychologickou a sexuální identitu, bývá spojován se submisivitou a feminitou.
Michal Bočák popisuje akt anální penetrace jako klíčový prvek vnímání mužnosti při uvažování o homosexualitě. Zatímco aktivní muž (top) je v podobně „normální“ pozici jako při heterosexuálním styku a zachovává si v symbolické rovině svou dominantní maskulinitu, pasivní muž (bottom) se ocitá v roli femininní, v rozporu s mužskou heterosexuální identitou a podporuje tak gay identitu. Právě v pasivní roli tedy dochází k radikálnímu zlomu mezi společenskou normou heterosexuálního a homosexuálního muže. Bočákovu hypotézu podporuje společenský náhled v některých současných či historických kulturách, které zaujímaly rozdílný postoj vůči mužům v pasivní roli. Také v českém prostředí je doslovně přeložený výraz „spodek“ jedním z řady slangových označení pro gaye.
V souvislosti s infekcí virem HIV se uvádí vyšší riziko nakažení pasivního partnera, neboť buňky střevní sliznice mohou samy virus zachytávat a přenést do krevního oběhu i bez poranění.